# Obsolescencia urbana

Obsolescencia urbana o decadencia urbana es el deterioro, desuso o falta de calidad de los espacios, calles, infraestructuras y edificios que conforman una o varias ciudades. Este término se utiliza al referirse especialmente a los barrios y zonas industriales construidos más allá de un centro histórico urbano y/o de un centro industrial urbano, es decir en los crecimientos urbanos, sean éstos periféricos o concentrados; que empiezan sobre todo a generarse a partir del inicio de la industrialización hasta los principios de los años 50 en Europa, y con el traslado de los complejos industriales existentes de Estados Unidos a zonas con condiciones más favorables para el empresario a inicios de los 80. 
Dados los crecimientos demográficos que se están dando a nivel mundial, originados en las mejores condiciones sanitarias y de alimentación, aparte de la concentración de población en los núcleos urbanos principales y del cambio poblacional, con el traslado del habitante rural al entorno urbano, junto con la combinación de ciertas "mejoras" del urbanismo moderno: altura, grandes distancias entre edificicaciones, zonificación de usos, desplazamiento motorizado, carencia de identidad de los espacios urbanos, y el hecho de que la mayor parte de las zonas libres no hayan tenido tratamiento alguno, han influido en la dificultad de integración metropolitana de estos barrios. Esta dificultad se ve incrementada al tratarse en muchos casos de ser entornos urbanos habitados por una serie de individuos socialmente vulnerables, lo que los conduce a crear entornos habitacionales socialmente deprimidos. El resultado final son lugares rápidamente degradados y barrios deprimidos.

## Historia

### Inicios del proceso

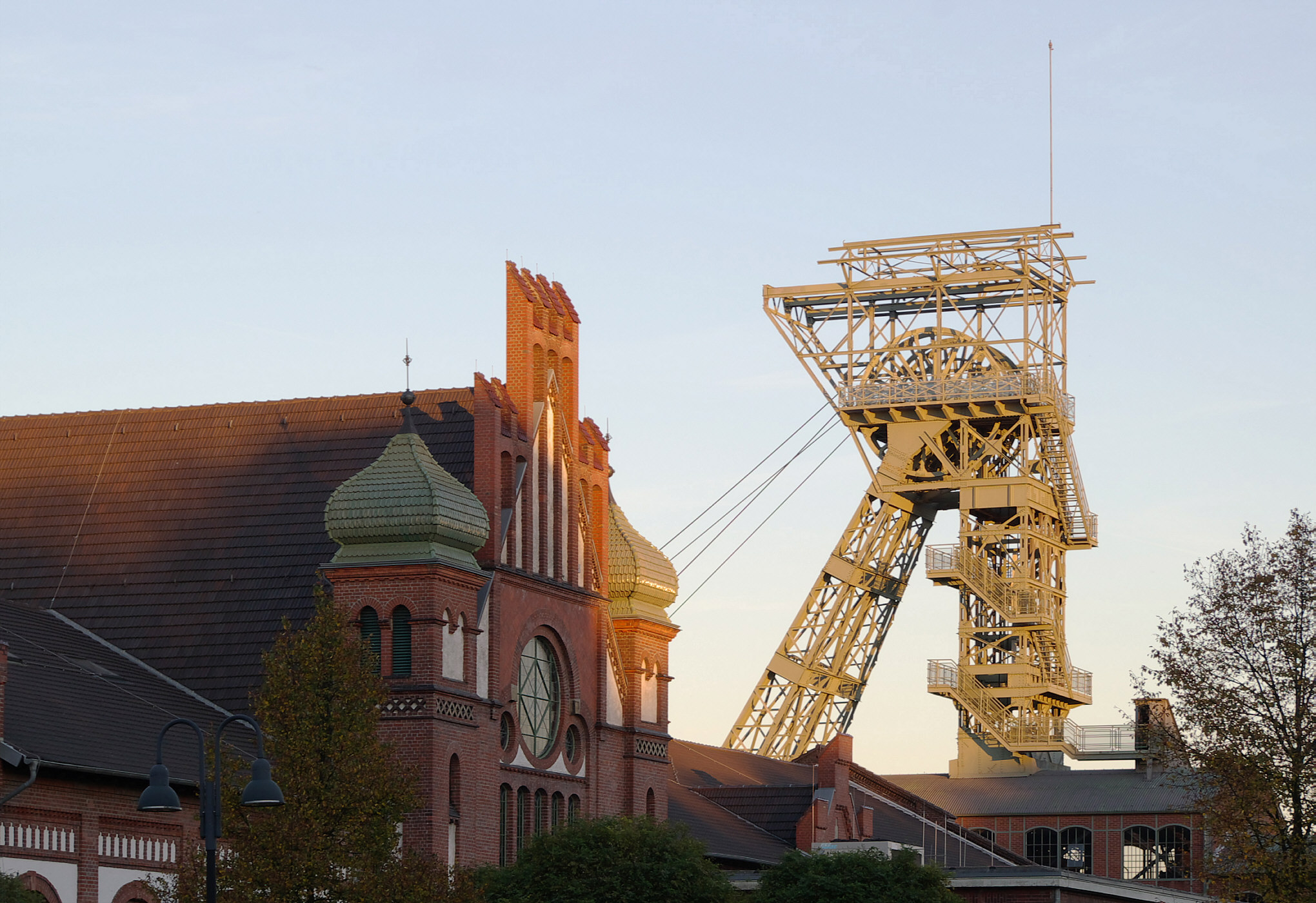
Muestra de un complejo siderúrgico abandonado en la cuenca del Ruhr, que posteriormente sería convertido en un museo de la industrialización.

Durante buena parte del siglo XX, el Movimiento Moderno vivió la ensoñación del crecimiento continuo: la Carta de Atenas daba por supuesto que las ciudades nunca dejarían de expandirse. Pero, ante el desmesurado crecimiento, se creía que este se mantendría viable y coordinado con los crecimientos demográficos del siglo. Esta ilusión caducó con la crisis petrolera, la cual vino a demostrar que la promesa del crecimiento continuo no era más que una de las muchas circunstancias influenciables por el desarrollo político y económico de la sociedad moderna.

### Aparición de la crisis

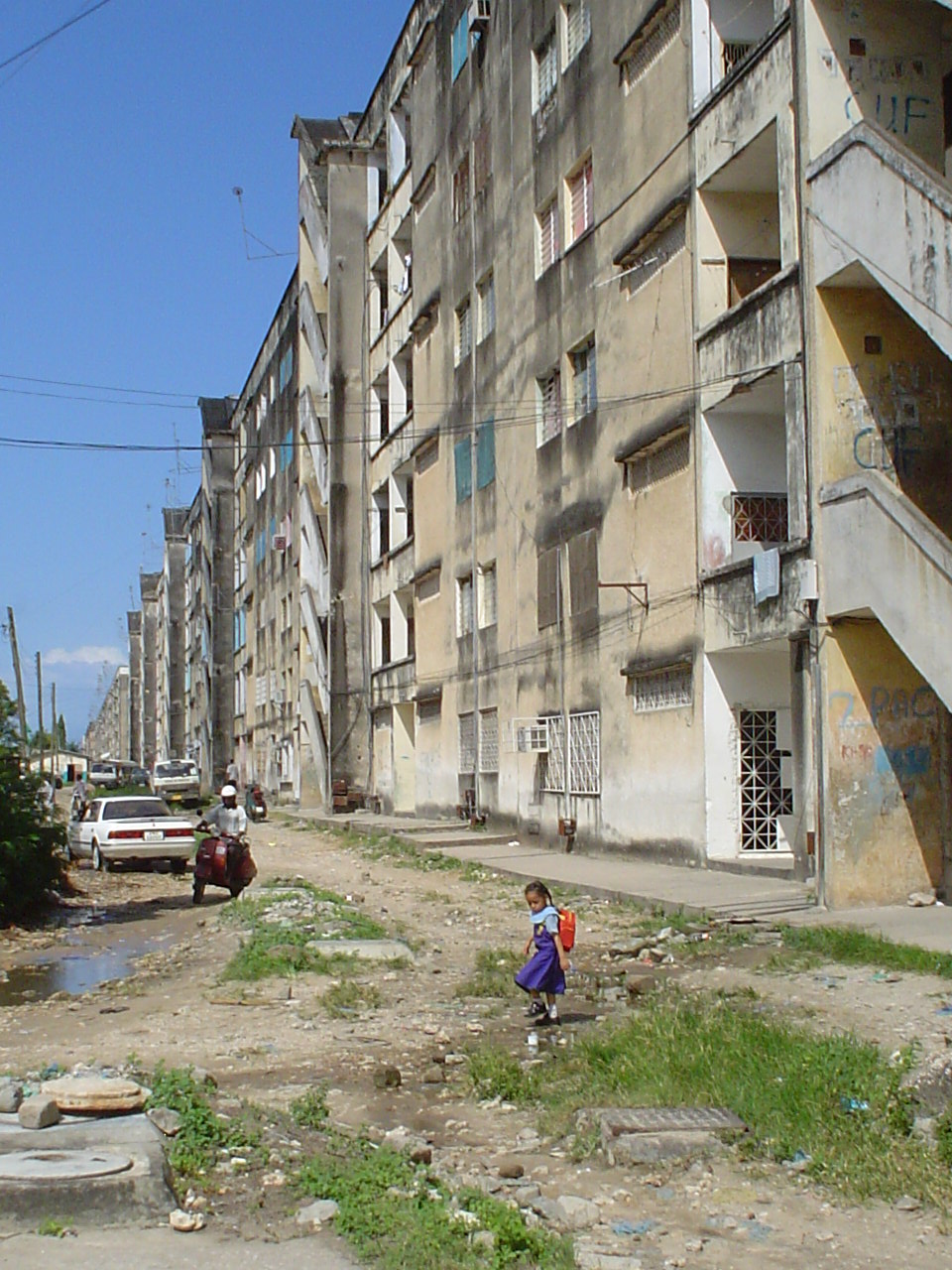
Michenzani, Zanzíbar.

Con la destrucción del tejido industrial, el subsecuente cierre de complejos fabriles por su desplazamiento a sociedades y países con mano de obra más asequible y numerosa, además de la pérdida de población por la falta de sustentabilidad económica y social, a finales de los 70 estos fenómenos certificaban algo que la positivista modernidad del siglo pasado nunca imaginó, el crecimiento habría de llegar a un fin.
Con la desaparición de las zonas urbanas cercanas a las industriales, en los últimos años se ha sumado una nueva amenaza con el potencial de convertirse en uno de los principales problemas que habrán de abordar las ciudades la próxima década: la obsolescencia de las barriadas residenciales. Éste es un fenómeno muy unido a los polígonos de viviendas sociales o viviendas públicas, que los distintos gobiernos han venido realizando en distintas épocas para dar solución a los problemas de oferta habitacional, los que se han generado en las ciudades por el rápido y numeroso incremento de población que demandaba la industrialización y el crecimiento económico de las ciudades.

### Aumento de la problemática
Ya en las décadas de los 80 y 90, con la explosiva demanda de bienes y su producción siendo trasladada a países como China, Taiwán, Corea del Sur, Hong Kong, Malasia, Filipinas, y en épocas más recientes a México, Vietnam e Indonesia; por el coste menor de la mano de obra, el problema se acrecentó. Surgieron en el medio este y centro de Estados Unidos urbes completamente abandonadas, sucediendo este proceso por la migración de vastas cantidades de personas a otras ciudades que, supuestamente; ofrecían mayores oportunidades de trabajo, con el subsecuente abandono de amplios sectores residenciales de estratos bajos, que, sumado al abandono de las instalaciones fabriles en ese mismo sector, crearon zonas de auténtica decadencia urbana, acrecentando de forma colateral problemas sociales tales como la delincuencia común, la drogadicción y económicos como la sobrecarga urbana y la baja oferta de trabajo. Con ello, se demostró que el problema era atañente a cualquier sociedad industrializada, y que no era un fenómeno exclusivo de naciones industrializadas en declive.

## Soluciones
La mejora de la vivienda existente, la recuperación de su función social y la mejora de las condiciones sociales y del hábitat de los barrios en su conjunto, como estrategia para la revitalización urbana sostenible, incidiendo en una política continuada por recuperar y mejorar la vivienda existente en sus distintos grados de intervención parcial o integral, ya sea en elementos comunes, interior de las viviendas, constructivos, estructurales, cubiertas, carpinterías, instalaciones, accesibilidad, entre otros, se considera como una buena práctica urbana, tal y como lo ha definido ONU-Hábitat.
Por otra parte en muchas ciudades se inicia la recuperación de ámbitos urbanos degradados, mediante la rehabilitación de barrios o la rehabilitación de centros históricos que precisan de una mayor intervención social y urbana. Recuperar, mantener, rehabilitar, tiene además ventajas ambientales o de sostenibilidad urbana en la recuperación de materiales constructivos, evitar la ocupación de más suelo y territorio, conservar por tanto los valores naturales de espacios libres de edificación, mejorar las condiciones climáticas de los edificios, mejora de la eficiencia energética y en la utilización sostenibles de recursos energéticos. Esto es un factor cada vez más relevante en una sociedad preocupada por el cambio de clima, los valores ambientales y por tanto en las estrategias urbanas basadas en la sostenibilidad. Por otro lado, ante el problema del cambio climático es necesaria que la intervención física arquitectónica y urbana para la mejora del hábitat se realicen con criterios de sostenibilidad urbana y de eficiencia energética y climática, sobre todo en los barrios que presentan una alta degradación social.

### Rehabilitación integral urbana
La Rehabilitación Integral Urbana', se lleva realizando desde hace dos décadas,  como son los programas de rehabilitación de centros históricos o la rehabilitación de barrios, que son modelos de intervención integral urbano basado en la interacción entre la rehabilitación de viviendas, la gestión urbanística, la coordinación de las administraciones, la participación vecinal, las actuaciones sociales, la planificación urbana, la mejora de la accesibilidad entre otros.
En la Carta de Leipzig, realizada en la reunión informal de los Ministros sobre el Desarrollo Urbano de la UE en el 2007 sobre Ciudades Europeas Sostenibles, también se habla de este concepto de Rehabilitación Integral Urbana asimilado a la expresión alemana “Baukultur” o la inglesa “Building culture” es decir como la suma de todos los aspectos culturales, económicos, tecnológicos, sociales y ecológicos que influyen en la calidad y en le proceso de planificación y construcción si queremos una Ciudad viva.  
Como dice la Carta de Aalborg "la ciudad es la mayor entidad capaz de abordar inicialmente los numerosos desequilibrios arquitectónicos, sociales, económicos, políticos, ambientales y de recursos naturales que afectan al mundo moderno y la unidad más pequeña en la que los problemas pueden ser debidamente resueltos de manera integrada, holística y sostenible".